# Horsens

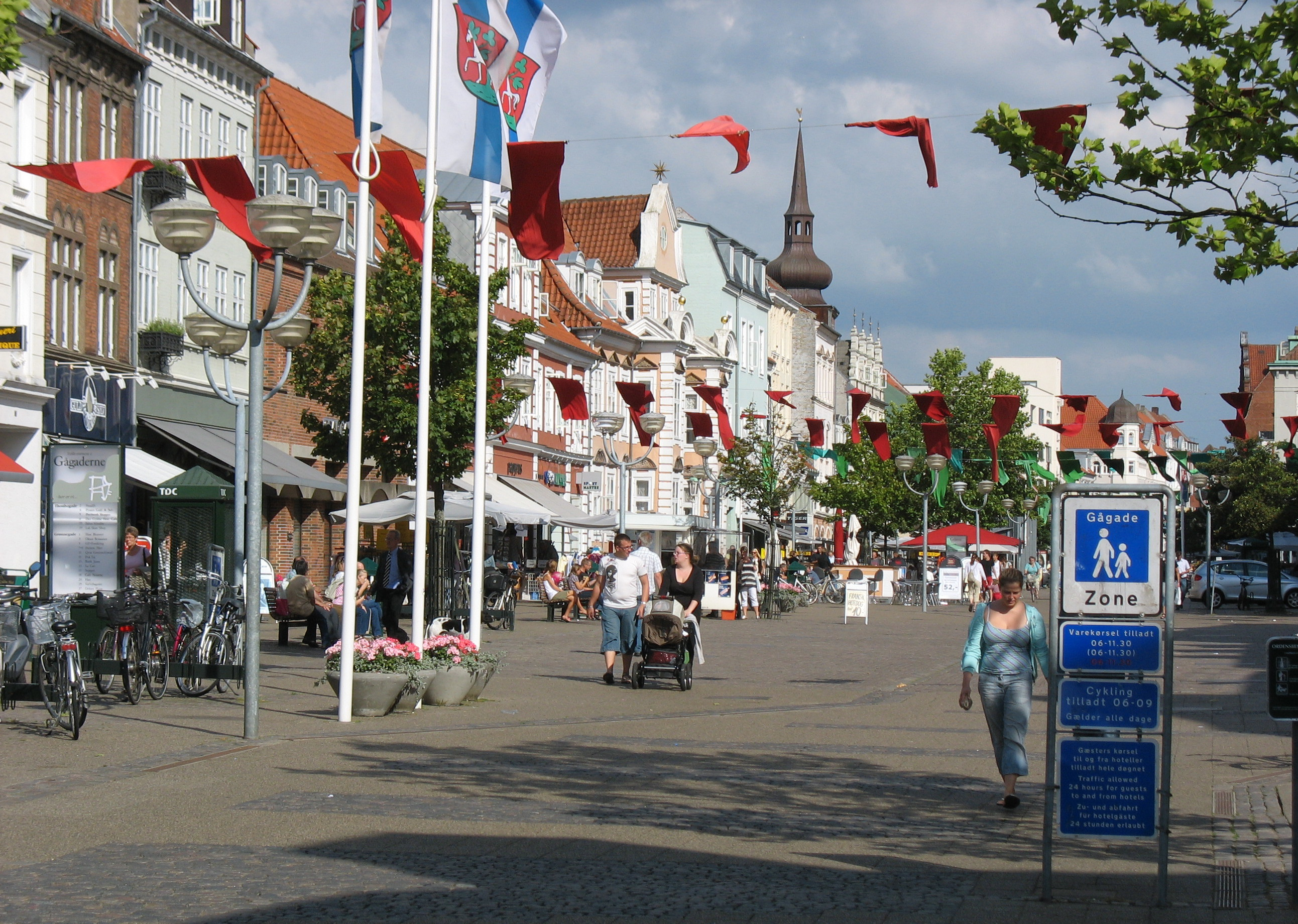
Stradă

Horsens este un oraș în Danemarca.